# دوران طلایی (فیلم ۲۰۱۴)
دوران طلایی (انگلیسی: The Golden Era و چینی: 黄金时代) فیلمی در ژانر درام به کارگردانی ان هوی است که در سال ۲۰۱۴ منتشر شد.